# Distichodus sexfasciatus
Distichodus sexfasciatus és una espècie de peix de la família dels citarínids i de l'ordre dels caraciformes.

## Morfologia
- Els mascles poden assolir 76 cm de longitud total.[1][2]

## Alimentació
Menja cucs, crustacis, insectes i matèria vegetal.

## Hàbitat
És un peix d'aigua dolça i de clima tropical (22 °C-26 °C).

## Distribució geogràfica
Es troba a Àfrica: riu Congo i llac Tanganyika.